# 盧景裕
盧景裕（？—？），字仲孺，小字白头，范阳郡涿县（今河北省涿州市）人，出自范阳卢氏北祖，北魏、东魏官员。

## 生平
卢景裕是章武伯卢同的侄子，父亲卢静是北魏太常丞。卢景裕少年时聪明敏慧，专心于经学，与堂弟卢勇一起学习，叔叔卢同称道说：“白头定会以文才而通达，季礼当会以武功而显贵，能让我们家族兴盛的就是这两个孩子。”之后卢景裕居住于拒马河，带一位老年婢女给自己做饭，妻子儿女不让跟随在一起，又躲避到大宁山，不过问世事，居住期间不从事其他经营，唯独一心注解。卢景裕的叔叔卢同担任显要官职，而卢景裕的足迹只在田园之间，感情寄托在郊野之中，谦恭守道，贞素自得，因此人们称他为居士。
魏节闵帝元恭初年，卢景裕出任国子博士，参议音韵的订正工作，非常受亲近待遇，被给予不需称臣的礼节，永熙初年，官职依例被解除。天平年间，卢景裕回到故乡，与邢子才、魏季景、魏收、邢昕等人同时被征召到邺城。卢景裕寄居在僧寺中，不停止他的讲课。不久，卢景裕回到范阳郡。
天平三年（536年）十二月，河间邢摩纳与卢景裕堂兄卢仲礼、卢仲裕占据范阳郡反叛，逼着卢景裕一起反叛，以响应西魏元宝炬，高欢命令都督贺拔仁讨伐平定了他们。高欢听说卢景裕经学明达德行显著，就用驿站的快马特别征召他，让卢景裕住在家中，让卢景裕教导太原公高洋及比高洋年幼的儿子们。卢景裕在学馆十天回一次家，连同馆中饮食一起带回家。卢景裕风度仪表和言论举止被人们叹服赞赏。此前卢景裕注《周易》、《尚书》、《孝经》、《论语》、《礼记》、《老子》，其他《毛诗》和《春秋左氏》没有注解完。高澄入朝担任丞相，在府第中开课讲学，延请当时的优异名士，让卢景裕讲解他所注解的《周易》。卢景裕理义精微，谈吐闲雅。当时有诘问驳辩，有人诋毁吵闹，厉声叫嚷，言语不逊，而卢景裕神彩俨然，风度语调如一，从容应对，没有可钻的空子。因此士大夫都叹赏赞美他。
当初，元颢攻入洛阳，任命卢景裕为中书郎。普泰初年，卢景裕又出任国子博士。进退之间，卢景裕未曾有得意或失望的神色。卢景裕个性清静，淡泊名利，破衣粗食，恬然自安，终日端庄严肃，如同面对宾客一样。兴和年间，卢景裕补任齐王开府属，在晋阳去世，高欢为他哀悼痛惜。
卢景裕虽然不聚徒讲学，所注解的《周易》却风行于世，他又喜好佛学，通晓佛教大义。天竺胡僧道悕每次讲述佛教经典，就要请求卢景裕为自己作序。卢景裕出事后被关押在晋阳监狱，他至诚的念佛经，枷锁自然脱掉。当时有人犯罪当处死，梦见僧人教他讲经，这人醒来后把梦中的佛经默念了一千遍，临刑时刀折断了，主刑人上报给朝廷，赦免了他的死刑。这部佛经就流行于世，号称《高王观世音经》。
卢景裕生有一丛白发，数了之后有四十九根，所以偏好《老子》和《易经》，在四十九岁时去世。

## 其他
北魏末年的经学儒生，大多出自大儒徐遵明的门下，黄河以北讲解郑玄所注释的《周易》，徐遵明将周易传授给卢景裕和清河崔瑾，卢景裕传授给权会，权会传授给郭茂。
齐文宣帝年幼时拜卢景裕为师，他内心的识解能力超过别人，自己却不曾有过表露，卢景裕不能测度他。
高浚虚龄八岁时，向卢景裕询问说：“‘祭神如神在。’是有神呢，还是没有神呢？”卢景裕说：“有。”高浚说：“有神应当说祭神神在，为什么麻烦加个‘如’字？”卢景裕不能回答。
高澄曾经招集朝士，命令卢景裕讲解《易经》。李崇祖当时虚龄十一岁，和卢景裕论辩责难了一次又一次，卢景裕害怕他。李崇祖的父亲李业兴帮助自己儿子辩论，以至于愤怒争执，高澄的脸色也是忿忿不平。
洛阳城阳门内御道东有一座景林寺，有一块石铭，由卢景裕撰文。

## 著作
- 《老子道德经》，二卷[29]
- 《注》，二卷[30]

## 家庭

### 高祖
- 卢昭，北燕仆射、黄门

### 祖父
- 卢辅，北魏幽州别驾

### 父亲
- 卢静，北魏太常丞

### 兄弟
- 卢景祚，北魏司空掾
- 卢景融，北齐幽州治中
- 卢辩，北周大将军、开府仪同三司、宜州刺史、沈献公
- 卢光，北周车骑大将军、开府仪同三司、陕州总管府长史、燕郡简公

### 子女
- 卢仲宾，北齐莒州诸军事、莒州刺史、擒昌县开国侯[31]

## 延伸阅读
[在维基数据编辑]
 《魏書·卷84》，出自魏收《魏书》